# Ahmed II
Ahmed II (in arabo أحمد الثانى‎?, Aḥmed-i sānī; Palazzo di Topkapı, 25 febbraio 1643 – Edirne, 6 febbraio 1695) fu sultano dell'Impero ottomano dal 1691 fino alla sua morte.

## Biografia
Figlio del sultano Ibrahim I (1640-1648) e fratellastro di Mehmet IV (1648-1687) e Solimano II (1687-1691), successe a quest'ultimo nel 1691.
Il suo atto più noto fu confermare Mustafa Köprülü alla carica di Gran Visir mentre era ancora in corso la guerra contro la Lega Santa. Appena poche settimane dopo la sua ascesa al trono, però, l'esercito ottomano subì una devastante sconfitta nella battaglia di Slankamen (19 agosto 1691) contro gli Austriaci guidati dal margravio del Baden-Baden Luigi Guglielmo, e dovette ritirarsi dall'Ungheria; lo stesso Gran Visir rimase ucciso.
Durante i quattro anni di regno di Ahmed II, sconfitte e disastri per l'impero si susseguirono (tra l'altro, i Veneziani riconquistarono l'isola di Chio), finché nel 1695 il sultano morì, stremato dalla malattia e dai dispiaceri.

## Famiglia

### Consorti
Ahmed II aveva due consorti note:
- Rabia Sultan (? - Costantinopoli, 14 gennaio 1712, sepolta nella türbe (mausoleo) di Solimano I, nella Moschea di Solimano), ultima Haseki Sultan dell'Impero ottomano[1].
- Şayeste Hatun (? - Costantinopoli, 1710)[2]

### Figli
Ahmed II aveva due figli:
- Şehzade Ibrahim (Edirne, 7 ottobre 1692 - Costantinopoli, 4 maggio 1714) con Rabia Sultan, era il gemello di Şehzade Selim. Ancora bambino alla morte del padre, passò l'intera vita recluso nel kafes, dove morì[3].
- Şehzade Selim (Edirne, 7 ottobre 1692 - Edirne, 25 maggio 1693) con Rabia Sultan, era il gemello di Şehzade Ibrahim[3].

### Figlie
Ahmed II aveva tre figlie: 
- Asiye Sultan (Edirne, 24 agosto 1694 - Costantinopoli, 9 dicembre 1695) - con Rabia Sultan. Morì a Palazzo Vecchio[4][5].
- Atike Sultan (Edirne, 21 ottobre 1694 - ?) - probabilmente con Şayeste Hatun[6]. Morì durante l'infanzia.
- Hatice Sultan (Edirne, ? - ?) - probabilmente con Şayeste Hatun[6]. Morì durante l'infanzia.

Oltre alle sue figlie, Ahmed II era profondamente legato a sua nipote Ümmügülsüm Sultan, figlia del suo fratellastro Mehmed IV, tanto da trattarla come se fosse sua figlia.